# Peachia carnea
Peachia carnea is een zeeanemonensoort uit de familie Haloclavidae.
Peachia carnea is voor het eerst wetenschappelijk beschreven door Hutton in 1879.